# Oligographa mosambiquensis
Oligographa mosambiquensis is een vlinder uit de familie van de pijlstaarten (Sphingidae). De wetenschappelijke naam van de soort is voor het eerst geldig gepubliceerd in 1917 door James John Joicey & William James Kaye.